# بیلا (فیلم ۲۰۰۷)
بیلا (به تامیلی: Billa) فیلمی محصول سال ۲۰۰۷ و به کارگردانی ویشنوواردان است. در این فیلم بازیگرانی همچون نایانتارا، آجیت کومار، پرابو، نامیتا، رحمان، آدیتیا منون ایفای نقش کرده‌اند.